# Inga-Bodil Vetterlund
Inga-Bodil Isabella Vetterlund, född 30 januari 1914 i Stockholm, död 14 september 1980 i Stockholm, var en svensk skådespelare. 

## Biografi
Vetterlund var dotter till litteraturhistorikern Fredrik Vetterlund och Helga, ogift Müller. Vetterlund studerade vid Dramatens elevskola 1932–1934. Hon filmdebuterade 1930 och scendebuterade 1933.
År 1970 gav hon ut reseguiden Klart Japan och 1978 kom boken Världen är så stor.
Hon var gift tre gånger, hennes förste man var Börje Dickert; de gifte sig 1938 och fick dottern Anne-Catherine 1939. Hennes andre man var Eric Björk, född 1905 i Åbo, Finland; de var gifta 1942–1945 och han avled senare samma år. Tredje mannen var företagsledaren Taro Gadelius; de gifte sig 1945. Gadelius var verksam i familjefirman Gadelius & Co, grundad av fadern Knut Gadelius, vilket placerade familjen i Japan en längre tid.
Inga-Bodil Vetterlund är gravsatt i minneslunden på Norra kyrkogården på Sandbacka i Umeå.

## Filmografi i urval
- 1930 – Charlotte Löwensköld
- 1934 – Unga hjärtan
- 1934 – Pettersson - Sverige
- 1935 – Äventyr i pyjamas
- 1936 – Söder om landsvägen
- 1936 – Stackars miljonärer
- 1937 – Röda triangeln
- 1937 – Familjen Andersson
- 1938 – Kustens glada kavaljerer
- 1938 – Styrman Karlssons flammor
- 1938 – Sol över Sverige
- 1940 – Alle man på post
- 1941 – Fransson den förskräcklige
- 1942 – Tre glada tokar
- 1942 – Sexlingar
- 1942 – I gult och blått
- 1943 – Aktören
- 1944 – Som folk är mest
- 1944 – Sabotage
- 1944 – Gröna hissen
- 1945 – Jagad
- 1945 – Trötte Teodor
- 1947 – Den långa vägen
- 1954 – Halvan, Slampan och Tofsan
- 1963 – Sällskapslek
- 1967 – Tofflan - en lycklig komedi

## Teater

### Roller
| År   | Roll                           | Produktion                                              | Regi                 | Teater                           |
| ---- | ------------------------------ | ------------------------------------------------------- | -------------------- | -------------------------------- |
| 1936 | Azuri                          | Ökensången Sigmund Romberg och Oscar Hammerstein        | Karl Kinch           | Oscarsteatern                    |
| 1937 | Gertrud Fries                  | Här kommer jag Axel Frische och Fleming Lynge           | Ragnar Klange        | Folkets hus teater               |
| 1939 | Pernilla, Leonoras tjänstepiga | Henrik och Pernilla (Henrik og Pernille) Ludvig Holberg | Arne Lydén           | Oscarsteatern                    |
| 1940 | Lilly                          | Skolka skolan Stefan Bekeffi                            |                      | Åbo Svenska Teater               |
| 1943 | Mollie Mark                    | Månen har gått ned John Steinbeck                       | Harry Roeck-Hansen   | Blancheteatern/ Oscarsteatern    |
| 1944 | Cecilia Henry                  | Det evigt manliga Philip Barry                          | Harry Roeck-Hansen   | Blancheteatern                   |
| 1944 | Faith Ingalls                  | Den obetvingade segern Maxwell Anderson                 | Sam Besekow          | Blancheteatern                   |
| 1952 | Andrée Alvarez                 | Gigi Anita Loos                                         | Per-Axel Branner     | Nya Teatern                      |
| 1965 |                                | Soldaten Svejk Karl Larsen                              | Lars Gerhard Norberg | Norrköping-Linköping stadsteater |
| 1965 | Prudencia                      | Bernardas hus Federico García Lorca                     | Lars-Levi Læstadius  | Norrköping-Linköping stadsteater |
| 1965 | Marcelina                      | Figaros bröllop Pierre de Beaumarchais                  | Lars Gerhard Norberg | Norrköping-Linköping stadsteater |
| 1966 |                                | Människan — detta underliga djur Gabriel Arout          | Bertil Norström      | Norrköping-Linköping stadsteater |
| 1966 | Vaktfrun                       | De tolv Bengt V. Wall                                   | Lars Gerhard Norberg | Norrköping-Linköping stadsteater |
| 1966 | Fru Kanning                    | Gertrud Hjalmar Söderberg                               | John Zacharias       | Norrköping-Linköping stadsteater |